# Crash (computer)
Wanneer een computer, besturingssysteem of computerprogramma niet correct functioneert en daarbij geheel onbruikbaar wordt dan spreken we van een crash. De computer, het besturingssysteem of het programma moet dan worden herstart. Wanneer het scherm blijft stilstaan, wordt dit freeze genoemd.
De gebruikelijkste oorzaak van zo'n crash is een bug in de software. Er wordt daarbij vaak ten onrechte gesproken van een fout van de computer, want de werkelijke oorzaak is een fout van de programmeur van de software.
Een andere oorzaak is een fysieke storing in een computer, bijvoorbeeld door een probleem met een geheugenchip of andere component op het moederbord, een stroomstoring, oververhitting, blikseminslag of statische elektriciteit.
Een computer kan ook onbruikbaar worden door overbelasting. In de computertechniek wordt dan gesproken van thrashing. Dat is wanneer een bijkomend proces niet voldoende geheugen (pages) heeft en er daardoor telkens data moeten weggeschreven of opgehaald van de schijf (swappen). Daardoor staat de CPU van de computer het grootste gedeelte van de tijd stil. Het besturingssysteem reageert op het lage CPU-verbruik met het starten van nog bijkomende programma's. De computer reageert daardoor steeds trager op de commando's van de gebruiker.
Een minder vaak voorkomende crash geschiedt door toedoen van de gebruiker. In de eerste versies van Windows 95 en Windows 98 kon een gebruiker een crash veroorzaken door het commando "/con/con" uit te laten voeren. Ook ging het destijds weleens fout als een cd-rom of diskette uit de drive werd gehaald terwijl deze werd ingelezen. 

## Crash van de harde schijf
Het kapotgaan van een harde schijf wordt ook vaak "crash" genoemd, eigenlijk head crash. Vaak gaan schijven kapot doordat de lees- en schrijfkoppen als het ware neerstorten op de magnetische laag waardoor de schijf onbruikbaar wordt. In tegenstelling tot een softwarecrash kan deze niet door middel van een herstart hersteld worden, doorgaans moet de harde schijf worden vervangen.